# Прушкув (Любуське воєводство)
Прушкув (пол. Pruszków, нім. Kaltdorf) — село в Польщі, у гміні Жагань Жаґанського повіту Любуського воєводства.
Населення — 62 особи (2011).
У 1975-1998 роках село належало до Зеленогурського воєводства.

## Демографія
Демографічна структура станом на 31 березня 2011 року:
|          | Загалом | Допрацездатний вік | Працездатний вік | Постпрацездатний вік |
| -------- | ------- | ------------------ | ---------------- | -------------------- |
| Чоловіки | 29      | 5                  | 24               | 0                    |
| Жінки    | 33      | 9                  | 18               | 6                    |
| Разом    | 62      | 14                 | 42               | 6                    |